# アレックス・アッカー
アレックス・アッカー（Alex Acker、1983年1月21日- ）はカリフォルニア州コンプトン出身のバスケットボール選手。

## 来歴
ペパーダイン大学卒業後、2005年のNBAドラフト2巡目全体60位でデトロイト・ピストンズに指名された。彼は2006年2月27日にNBAデベロップメント・リーグのフェイエットビル・ペイトリオッツと契約した。
2006-07シーズンをギリシャA1バスケットボールリーグのオリンピアコスBCに入団した。レギュラーシーズン中は1試合平均16.5得点、7.5リバウンドをマークしたがユーロリーグでは平均11得点、3.5リバウンドに留まり、2007年7月にチームから放出され彼の代わりにクィンテル・ウッズが加入した。翌8月、フアン・カルロス・ナバーロをメンフィス・グリズリーズ入りで失ったリーガACB（スペインリーグ）のFCバルセロナと契約したが右膝の故障により同月22日契約は解除された。しかしその後の交渉で同チームに改めて入団した。
2008年オフ、デトロイト・ピストンズと2年契約を結んだ。2008-09シーズン中盤、トレードでロサンゼルス・クリッパーズに移籍。
2009年オフ、イタリアのオリンピア・ミラノと契約した。